# Ефект на Струп
Ефектът на Струп е използван за създаване на психологически тест (тест на Струп), който се използва широко в клиничната практика. Ефектът е кръстен на Джон Ридли Струп, който за първи път публикува изследванията си на английски език през 1935 г. Същият ефект е бил описван от други учени в Германия през 1929 г. Оригиналната статия, публикувана от Джон Ридли Струп, е една от най-цитираните статии в историята на експерименталната психология. Съществуват повече от 700 статии в научната литература, свързани с ефекта на Струп.

## Оригинален експеримент
Струп прави експерименти с няколко варианта на един и същи тест, всеки от които работи с един от три различни вида стимули: имена на цветове, изписани с черно мастило; имена на цветове изписани в мастило, различно от посочения цвят; цветни квадрати.
В първия експеримент се изисква участниците да прочетат написаните имена на цветове, независимо от цвета на мастилото. Ннапример те трябва да прочетат „лилаво“, независимо в какъв цвят е оцветена думата. Вторият експеримент се състои от две части. Първо от участниците се изисква да назоват цвета на квадрата, който виждат. След това им се показват думи, подобно на първия експеримент. Тогава те трябва да назоват цвета на мастилото на буквите, независимо от написаната дума. Например ако думата „лилаво“ е написана с червен шрифт, те трябва да кажат „червено“, а не „лилаво“. В третия експеримент се комбинират задачите и стимулите, използвани в първия и втория експеримент.
За разлика от сегашното приложение на теста, което разчита на сложни схеми за създаване на психологическа оценка, Струп използва само три основни резултата. Струп отбеляза, че на участниците във втория експеримент им отнема значително повече време да назоват цветовете на думите, отколкото им е необходимо да назоват цветовете на квадратите. Това забавяне не се наблюдава в първия експеримент. Ефектът се обяснява с автоматизацията на четенето, при което умът автоматично определя семантичното значение на думата – например когато човек прочете думата „червено“, си мисли за цвета „червен“. След това той трябва да отдели време да провери дали мастилото е в същия цвят – процес, който не е автоматизиран.

## В популярната култура
Ловците на митове използват теста на Струп, за да проверят дали когнитивната дейност на мъжете и жените се забавя при присъствието на привлекателен човек от противоположния пол в стаята. Хипотезата е опровергана.
Епизод на Nova използва ефекта на Струп, за да илюстрира промените в умствените способности на катерачите на връх Еверест в зависимост от надморската височина.